# 圣让代斯蒂萨克
圣让代斯蒂萨克（法語：Saint-Jean-d'Estissac，法語發音：[sɛ̃ ʒɑ̃ dɛstisak]）是法国多尔多涅省的一个市镇，位于该省中部偏西南，属于贝尔热拉克区。

## 地理
圣让代斯蒂萨克（45°1'46"N, 0°30'44"E）面积12.86 平方千米，位于法国新阿基坦大区多爾多涅省，该省份为法国西南部内陆省份，是法國本土面积第三大的省，大致对应佩里戈尔地区，北起顺时针与夏朗德省、上维埃纳省、科雷兹省、洛特省、洛特-加龙省、吉倫特省和滨海夏朗德省接壤。
与圣让代斯蒂萨克接壤的市镇（或旧市镇、城区）包括：瓦勒勒伊、圣伊莱尔代斯蒂萨克、伊萨克、圣塞韦兰代斯蒂萨克、格里尼奥勒、维朗布拉尔。

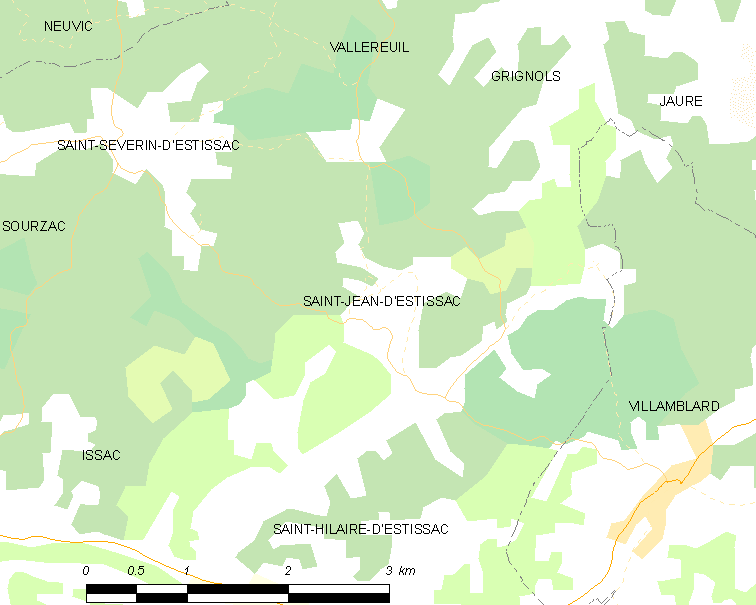
圣让代斯蒂萨克的OSM定位图

圣让代斯蒂萨克的时区为UTC+01:00、UTC+02:00（夏令时）。

## 行政
圣让代斯蒂萨克的邮政编码为24140，INSEE市镇编码为24426。

## 政治
圣让代斯蒂萨克所属的省级选区为中佩里戈尔县。

## 人口

1962-2008年间圣让代斯蒂萨克人口变化图示

圣让代斯蒂萨克于2022年1月1日时的人口数量为158人。